# Winchester (Nevada)
Winchester is een plaats (census-designated place) in de Amerikaanse staat Nevada, en valt bestuurlijk gezien onder Clark County.   Een klein gedeelte van de Las Vegas strip valt onder Winchester.

## Demografie
Bij de volkstelling in 2000 werd het aantal inwoners vastgesteld op 26.958.

## Geografie
Volgens het United States Census Bureau beslaat de plaats een oppervlakte van
11,2 km², geheel bestaande uit land. Winchester ligt op ongeveer 277 m boven zeeniveau.

## Plaatsen in de nabije omgeving
De onderstaande figuur toont nabijgelegen plaatsen in een straal van 12 km rond Winchester.